# Phasaélis
Phasaélis (ou Phasael) est une princesse nabatéenne (territoire aussi appelé « Arabie » à l'époque), fille d'Arétas IV, roi de Pétra et de la reine Chuldu. Elle est surtout connue pour avoir été l'épouse d'Hérode Antipas, qui la répudie pour se marier avec Hérodiade, fille de son demi-frère Aristobule IV.
Cette répudiation est le déclencheur d'une grave crise entre Arétas IV et Hérode Antipas qui débouche sur une guerre entre les deux rois clients de Rome et où l'armée d'Antipas est détruite dans la région de Gamala. C'est parce que cette défaite d'Antipas est considérée comme une punition divine pour le meurtre de Jean le Baptiste que Flavius Josèphe nous renseigne un peu sur qui était ce personnage.

## Éléments biographiques
Comme le montre une inscription mentionnant les membres de la famille du roi, Phasael (Phasaelis) est le nom du quatrième enfant qu'Arétas IV a eu avec la reine Huldu.
Une monnaie d'Arétas IV comporte une palme associée à l'inscription PṢ'L (Phasael). Elle apparaît en l'an 5 de ce roi (4 av. J.-C.) et disparaît ensuite du monnayage. Aucun des trois autres enfants de ce couple n'a été honoré de cette manière sur les monnaies, alors que Phasael n'est pas l'aînée. L'an 4 av. J.-C. correspond à l'entrée en fonction d'Hérode Antipas, après la mort de son père Hérode le Grand. C'est à ce moment qu'il est nommé tétrarque de Galilée et de Pérée par l'empereur Auguste. Il a donc été émis l'hypothèse qu'Antipas a été marié à cette occasion. « La série de monnaie émise au nom de Phasael (Phasaélis) pourrait  donc commémorer le mariage de la princesse ».
Partant pour Rome,  Antipas fait étape au début du voyage chez son demi-frère Hérode Philippe Ier, fils de Mariamne II, la fille du grand-prêtre Simon Boëthos. Il en profite pour proposer à Hérodiade, la femme de ce dernier, de se marier avec lui. Toutefois ce « pacte » doit rester secret, les deux futurs époux étant mariés chacun de leur côté. Ils conviennent toutefois qu'elle cohabitera avec lui à son retour de Rome », et qu'il répudiera Phasaélis, la fille d'Arétas. Hérodiade s'empresse d'accepter ce projet de mariage, mais celui-ci doit rester secret, au moins jusqu'à ce qu'Antipas revienne de Rome,. Ce mariage fera scandale, car il a lieu alors qu'Hérode Boëthos est encore vivant.

« Quand il [Hérode Antipas] revint, ayant réglé à Rome les affaires pour lesquelles il s'y était rendu, sa femme, instruite de son accord avec Hérodiade, le pria, avant qu'il eût découvert qu'elle savait tout, de l'envoyer à Machaero - sur les confins du territoire d'Arétas et de celui d'Hérode (Antipas) - sans rien dévoiler de ses intentions. Hérode l'y envoya, supposant que sa femme ne se doutait de rien. Mais elle, qui avait envoyé quelque temps auparavant des émissaires à Machaero (Machéronte), lieu dépendant alors de son père, y trouva préparé par le commandant tout ce qui était nécessaire à son voyage. À peine y fut-elle arrivée qu'elle se hâta de gagner l'Arabie, en se faisant escorter par les commandants de postes successifs ; elle arriva aussi vite que possible chez son père et lui révéla les intentions d'Hérode. »

« Déterminer [la date du mariage d'Antipas et Hérodiade] est problématique. Elle est liée à des questions majeures de l'histoire romaine et juive du premier siècle de notre ère. Parmi les spécialistes ayant travaillé en détail sur ces questions certains ont placé le mariage d'Hérodiade et Antipas en 35, d'autres dans la période entre 27 et 31 et pour d'autres il n'a pas pu avoir lieu après 23 ».
Ce mariage est à l'origine de la guerre entre Antipas et Arétas :

« Arétas chercha un prétexte d'hostilités dans une contestation au sujet des frontières du territoire de Gamala. Tous deux réunirent leur armée en vue de la guerre et y envoyèrent à leur place des généraux. Une bataille eut lieu et toute l'armée d'Hérode fut taillée en pièces à cause de la trahison de transfuges qui, tout en appartenant à la tétrarchie de Philippe, étaient au service d'Hérode (Antipas). »

Selon Flavius Josèphe, le peuple voit dans la défaite des armées d’Antipas contre Arétas IV un châtiment divin sanctionnant le meurtre du Baptiste.
Après ces événements, Phasaélis disparaît de l'histoire et l'on ignore tout du reste de sa vie.